# Gregoras Iberitzes
Gregoras Iberitzes (en griego: Γρηγορᾶς Ἰβηρίτζης) fue un noble bizantino y doméstico de las escolas de inicios del siglo X.

## Biografía
El apellido de Gregoras podría sugerir un origen ibérico. Este personaje se encontraba relacionado, a través de su matrimonio, con el poderoso clan de los Ducas, con quienes también se enlazó a través de su carrera militar. Se puede afirmar con bastante certeza que fue suegro de Constantino Ducas, hijo del general Andrónico Ducas.
Andrónico Ducas se levantó en el invierno de 906/7, posiblemente como consecuencia de las maquinaciones del poderoso eunuco Samonas. Gregoras, quien en ese momento ocupaba el cargo de doméstico de las escolas, fue enviado por el emperador León VI el Sabio (reino 886-912) para enfrentarlo. Andrónico, quién se había refugiado en la fortaleza de Kabala cerca de Ikonion, pidió ayuda a los árabes, y en la primavera de 907, un ejército del gobernador abasí de Tarso, Rustam ibn Baradu, llegó para ayudarlo. Según Al-Tabari, Andrónico logró capturar a Gregoras, derrotó a sus tropas y huyó al Califato abasí.
El hermano y sucesor de León, Alejandro (r. 912-913), ascendió al rango de magister officiorum de la corte imperial. Como resultado de esto, posiblemente sea identificado con los magistros sin nombre que a finales de 912 entregaron cartas del emperador y patriarca Nicolás I el Místico al Papa Anastasio III. Tras la muerte de Alejandro el 6 de junio de 913, Constantino Ducas intentó tomar el poder. Entró en Constantinopla y pasó la noche en la mansión de Gregoras, en donde planeó con sus seguidores las acciones que iba a ejecutar. El intento de usurpación fracasó con la muerte de Constantino en el palacio imperial, con lo cual, Gregoras y León Querosfactes buscaron refugio en Santa Sofía, siendo retirados a la fuerza, tonsurados y enviados al monasterio de Studion.
La mansión de Gregoras, que se encontraba en la acrópolis de la antigua Bizancio, aparentemente pasó a Juan Toubakes.